# Рубіген
Рубіген (нім. Rubigen) — громада  в Швейцарії в кантоні Берн, адміністративний округ Берн-Міттельланд.

## Географія
Громада розташована на відстані близько 10 км на південний схід від Берна.
Рубіген має площу 6,9 км², з яких на 20,9% дозволяється будівництво (житлове та будівництво доріг), 53,3% використовуються в сільськогосподарських цілях, 20% зайнято лісами, 5,8% не є продуктивними (річки, льодовики або гори).

## Демографія
2019 року в громаді мешкало 2877 осіб (+0,4% порівняно з 2010 роком), іноземців було 7,8%. Густота населення становила 416 осіб/км².
За віковим діапазоном населення розподілялося таким чином: 18,1% — особи молодші 20 років, 59,5% — особи у віці 20—64 років, 22,4% — особи у віці 65 років та старші. Було 1301 помешкань (у середньому 2,2 особи в помешканні).
Із загальної кількості 1205 працюючих 62 було зайнятих в первинному секторі, 341 — в обробній промисловості, 802 — в галузі послуг.